# Атушські уйгури

м. Артуш та прилеглі до нього райони

Ату́шці, ату́шські уйгури, арту́шці, арту́шські уйгури (уйг. atushluqlar, атушлуқлар) — невелика уйгурська субетнічна група (юрт). Розмовляють атушським говором центрального діалекту уйгурської мови. За антропологічними ознаками у більшості належать до паміро-ферганського типу європеоїдної раси, також зустрічаються представники змішаної між монголоїдами та європеоїдами південносибірської (туранської) раси. Загальна кількість приблизно 350–400 тис. осіб. Мешкають переважно в м. Артуш поблизу Кашгара (35-40 км), а також як і кашгарці атушські уйгури значно розселені по Синьцзян-Уйгурському автономному району (Урумчі, Кульджа, Карамай), нащадки атушців є в Центральній Азії: Бішкек, Ферганська долина (див. уйгури Центральної Азії) тощо.

## Історія

### Походження
Перші згадки про Артуш та його мешканців з'являються в ІХ-ХІ ст.ст., у період караханідів. Поселення Артуш було засноване тюркським племенем з уйгурського племінного союзу — Ягма.
ARTUJ було багатолюдним поселенням ягма, але змії (надто) виросли кількістю (що) люди покинули це поселення.

Махмуд Кашгарі стверджував, що artuj означає «яловець» ('ar'ar), тобто є імовірно дерево, яке у Туркестані називають арча.

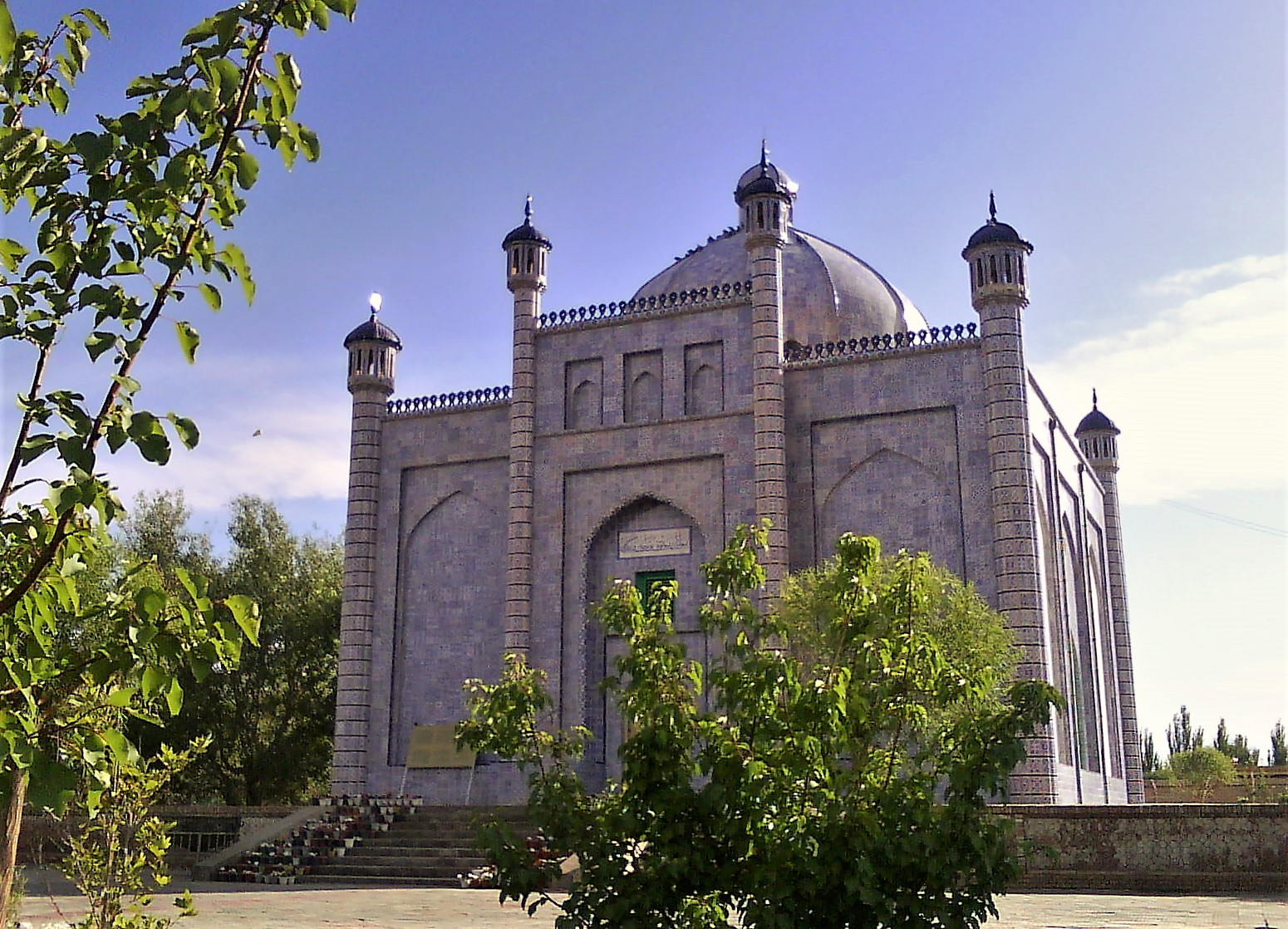
Мавзолей Сутук Абдукерім Бограхана (Х ст.), легендарного уйгурського предка, м. Атуш

Атушці ведуть своє походження від тюркського племені ягма, легендарного керівника караханідів — султана Сутук Абдукерім Бограхана. З Атуша вийшли перші караханідські правителі. У місті знаходяться і мазари (мавзолеї) представників династії, у тому числі мавзолей султана Сутук Абдукерім Бограхана.
Незважаючи на близькість Кашгара (35-40 км), атушці не відносять себе до кашгарців, розмовляють своїм говором, мають власну музикальну традицію, своє головне вбрання, що відрізняються від кашгарських.

### Традиційні зайняття
Головне зайняття атушців з давніх-давен — торгівля. Через гористу, кам'янисту та посушливу місцевість в Артуші було складно вести землеробство і воно у господарстві атушських уйгурів мало другорядне значення. Основними поширеними культурами були фруктові — інжир, виноград, гранати, персики та ін. Тваринництво в Артуші також було добре розвинутим, як відгонне, так і кочове, атушці, як правило, наймали пастухів з місцевих кочових народів.
Торгували атушці у різних регіонах — у країнах Центральної Азії, Індії, Афганістані, Китаї, Сибіру, у країнах Близького і Середнього Сходу. Атушські уйгури поруч з кашгарцями у період Джунгарського ханства брали участь у заснуванні торгового міста Чугучак, звідки вели торгівлю з Сибіром та Степом, і заклали початок новому уйгурському юрту — чугучакським уйгурам. У Джунгарському ханстві торгівля знаходилася, переважно, під контролем атушських та кашгарських уйгурів.
У період Цінської імперії багато атушських уйгурів осіло у Кумулі (Хамі), де були зручніші умови для ведення торгівлі з китайськими містами й монгольськими народами.
У теперішній час атушці в СУАР мають потужний прошарок підприємців, основні сфери діяльності яких — готельний, ресторанний, чинбарний бізнес, гуртова торгівля. Атушські уйгури володіють низкою оптових ринків у країнах Центральної Азії і складають основну частину підприємців уйгурського походження, які торгують на гуртових ринках Киргизстану, Узбекистана, Таджикистана — Атуш, Сомон (Таджикистан), у Ташкенті (Уйгурський ринок, поблизу Іподрома), Карасуйські ринки (Карасу, Киргизстан), Мадіна (Бішкек, Киргизстан).
У Саудівській Аравії, у м. Мекка, де дуже багато виселенців з Артуша, атушці мають свій громадський центр — Атуш Рабат, велика 7-а поверхова будівля, яка суміщає також — готель для уйгурських паломників, ресторан, магазини. Вказаний центр був побудований зусиллями великих атушських підприємців. Артушські уйгури стали поселятися у Саудовській Аравії ще з кінця 19 ст., велика хвиля мігрантів прибула у проміжку 30-50-х рр. ХХ ст.
Атушські уйгури значно представлені у місцевих та партійних органах влади у Синьцзян-Уйгурському автономному районі.

Фотогалерея
Сабіт Дамулла Абдулбакі
Муса бай хаджі (великий підприємець кін. 19 ст. у Центральній Азії)
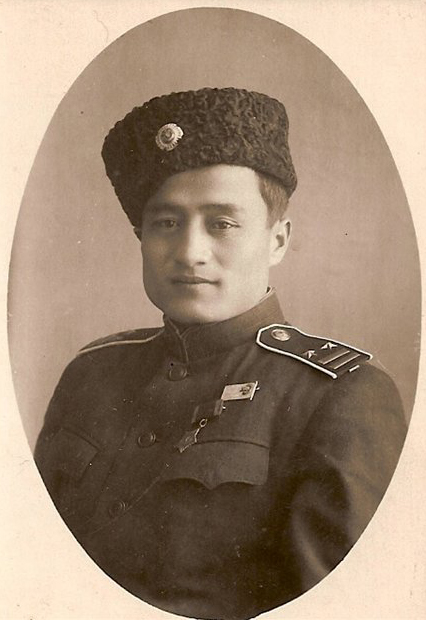
Абдукерім Аббасов (один з лідерів СТР)